# Centralny Instytut Analiz Polityczno-Prawnych
Centralny Instytut Analiz Polityczno-Prawnych (CIAPP) – think tank, organizacja pozarządowa o charakterze niezależnym i niekomercyjnym. Fundacja działa jako ośrodek analityczny, prowadzi badania multidyscyplinarne w zakresie nauk prawnych i politycznych.
Fundacja powstała 28 lutego 2008 r. została wpisana przez Sąd Rejonowy dla m.st. Warszawy w Warszawie, XII Wydział Gospodarczy Krajowego Rejestru Sadowego pod numerem 0000300443. Nadzór nad Instytutem sprawuje według statutu minister właściwy dla nauki i szkolnictwa wyższego.
Według statutu tej fundacji z roku 2008, Instytut nie działa w celu osiągnięcia zysku, a wypracowane zyski z działalności gospodarczej przeznaczamy na cele statutowe. Ze sprawozdań i bilansu wynika, że nie otrzymuje ona również dotacji ani darowizn, a utrzymuje się jedynie z odpłatnej działalności statutowej i działalności prawniczej.

## Cele statutowe
1. prowadzenie badań naukowych w zakresie nauk politycznych i prawnych;
2. promowanie nauk politycznych i prawnych oraz analiza głównych problemów tych nauk;
3. udzielanie pomocy prawnej podmiotom prywatnym i publicznym;
4. działania służące upowszechnieniu zasad demokratycznego państwa prawa, przejrzystości w życiu publicznym, społecznej kontroli nad instytucjami zaufania publicznego oraz przeciwdziałania patologiom życia publicznego i społecznego;
5. działania na rzecz ochrony praw i swobód obywatelskich, równych praw kobiet i mniejszości, dostępu obywateli do informacji, pomocy prawnej i wymiaru sprawiedliwości oraz propagowania postaw obywatelskiej aktywności i odpowiedzialności;
6. ochrona prawa człowieka, środowiska, zdrowia, konsumenta oraz praw własności przemysłowej;
7. pomoc społeczna, w tym pomoc rodzinom i osobom w trudnej sytuacji życiowej oraz wyrównywania szans tych rodzin i osób;
8. podtrzymywanie tradycji narodowej, pielęgnowanie polskości oraz rozwój świadomości narodowej, obywatelskiej i kulturowej;
9. działania wspomagające rozwój społeczności lokalnych, samorządnych wspólnot, organizacji pozarządowych i innych instytucji działających na rzecz dobra publicznego w różnych dziedzinach życia społecznego (m.in.: edukacja, nauka, kultura, informacja, integracja europejska, ochrona środowiska, ochrona zdrowia, przedsiębiorczość, pomoc społeczna, charytatywna i humanitarna);
10. działalność wspomagająca rozwój gospodarczy, w tym rozwój przedsiębiorczości;
11. pomoc ofiarą wypadków drogowych, katastrof, klęsk żywiołowych, konfliktów zbrojnych i wojen w kraju i za granicą;
12. pomoc rolnikom i osobą z terenów wiejskich.

## Projekty
- z Komendą Wojewódzką Policji w Bydgoszczy, Krakowie, Olsztynie oraz Izba Celna w Katowicach – International cooperation and specialised skills- key to tackling cross-border crime[4].
- Z Komendą Wojewódzką Policji w Bydgoszczy, Komendą Wojewódzką Policji w Łodzi, Komendą Wojewódzką Policji w Krakowie, Komendą Wojewódzką Policji w Olsztynie,- „Wiedza i wrażliwość Policji narzędziem zwalczania dyskryminacji[5].
- „Nowe oblicze E- administracji w powiatach chrzanowskim, gorlickim, miechowskim, nowatorskim, olkuskim, oświęcimskim – zmiana dla mieszkańców”[6].

Według Biuletynu Zamówień Publicznych, fundacja realizowała wiele zamówień publicznych jako wykonawca, ale również jako pełnomocnik zamawiającego.
Główne realizacje według UZP:
- W 2011 regulacja stanu prawnego 2833 ha nieruchomości zarządzanych przez Nadleśnictwo Płońsk w powiecie płońskim i nowodworskim[7].
- Szkolenia: Urzędu Marszałkowskiego w Lublinie, Krakowie, Opolu, Centralnego Biura Antykorupcyjnego, Urzędu m.st. Warszawa, Urzędu Wojewódzkiego w Poznaniu.

## Władze
Dyrektor Generalny – Paweł Drembkowski (od 2008)